# Martin à ailes noires
Acridotheres melanopterus
Espèce
Synonymes
- Sturnus melanopterus
- Gracula melanoptera (protonyme)

Statut de conservation UICN

 CR  : 
En danger critique
Le Martin à ailes noires (Acridotheres melanopterus) est une espèce de passereaux de la famille des Sturnidae originaire d'Asie du Sud-Est. Il est aussi appelé Etourneau à ailes noires.

## Répartition
Cette espèce est endémique des îles indonésiennes de Bali, Java, Nusa Penida et Madura et est également présente de manière plus ponctuelle, en tant que migrateur local, sur l'île de Lombok,. Une population visiblement échappée de captivité est aussi présente à Singapour,.

## Sous-espèces
Selon le NCBI (5 juillet 2016) et d'après Alan P. Peterson, il existe 3 sous-espèces :
- Acridotheres melanopterus melanopterus (Daudin, 1800), présente sur toute l'île de Java, à l'exception de la péninsule sud-est de l'île[4] et sur l'île de Madura[7],
- Acridotheres melanopterus tricolor (Horsfield, 1821), remplace la sous-espèce précédente sur la péninsule sud-est de Java[4],
- Acridotheres melanopterus tertius (Hartert, 1896), présente sur Bali (et Nusa Penida[7]) et occasionnellement Lombok[4]. Sa population ne dépasserait actuellement plus les 100 individus, tous présents dans le parc national de Bali Barat[3].